# 宮井泰良
宮井 泰良（みやい やすよし、1937年（昭和12年）5月 - ）は、日本の元政治家。元公明党衆議院議員（2期）。

## 経歴
山口県出身。1962年近畿大学法学部卒業。聖教新聞社に入り、公明党山口県連事務局長、同党中国地方副本部長などを歴任し、1969年の第32回衆議院議員総選挙において山口2区から公明党公認で立候補して当選した。1972年の第33回衆議院議員総選挙で落選。1976年の第34回衆議院議員総選挙ではトップに返り咲いた。1979年の第35回衆議院議員総選挙には立候補せず引退（後継者は吉井光照）。この他公明党中央委員、同党山口県本部県民運動本部長にもなった。